# 11480 Velikij Ustyug
11480 Velikij Ustyug eller 1986 RW5 är en asteroid i huvudbältet som upptäcktes den 7 september 1986 av den ryska astronomen Ljudmila Tjernych vid Krims astrofysiska observatorium på Krim. Den är uppkallad efter den ryska staden Veliky Ustyug.